# Satelliet (taalkunde)
Het woord satelliet komt van het Latijnse satelles ('begeleider'). In de ontleding van de zin is het de benaming voor elk zinsdeel dat niet tot de zinskern - dat wil zeggen het geheel van het onderwerp en de werkwoordsvormen die samen het gezegde vormen - behoort, dus bijv. het lijdend voorwerp, het meewerkend voorwerp, het voorzetselvoorwerp en de bijwoordelijke bepaling. 

## Verwante begrippen
Soms kunnen zinsdelen die niet behoren tot de zinskern geheel of gedeeltelijk worden weggelaten, terwijl de zin in zowel grammaticaal als semantisch opzicht correct en zelfstandig bruikbaar blijft. Dit is echter lang niet altijd het geval; echte complementen bij het gezegde kunnen namelijk nooit worden weggelaten zonder dat de zin fundamenteel van betekenis verandert of ongrammaticaal wordt. Of een satelliet tevens een complement is, hangt dus af van dit criterium.
In termen van syntaxis is de satelliet een woordgroep en/of bepaling in de vorm van een al dan niet verplichte constituent of van een verplicht argument bij het gezegde.

## Voorbeelden
De volgende zinsdelen zijn altijd satellieten:
- Bijwoordelijke bepalingen, zoals in de zin:

Hij liep (zinskern) door de gang (bijwoordelijke bepaling / satelliet).
- Ook het lijdend voorwerp en het meewerkend voorwerp zijn satellieten:

Ik gaf (zinskern) hem (meewerkend voorwerp / satelliet 1) een cadeau (lijdend voorwerp / satelliet 2).